# Don Haworth
Don Haworth (* 18. Januar 1924; † 17. Januar 2007) war ein britischer Hörspielautor. Haworth stammte aus Liverpool. Sein Stück Salamander-Hotel (Originaltitel: Events at the Salamander Hotel) wurde im April 1977 zum Hörspiel des Monats gewählt. Haworth war der erste Autor, der diesen mittlerweile traditionsreichen Preis verliehen bekommen hat.
Don Haworth lebte zuletzt im Lake District in Nordengland.

## Hörspiele
- Salamander-Hotel. Regie: Mathias Neumann. Prod.: hr, 1977.
- An einem Tag im Sommer in einem Garten. Regie: Albrecht Surkau. Prod.: Rundfunk der DDR, 1981. (Kunstkopf) ISBN 3-934492-01-0